# Komarivka, Kremeneț
Komarivka (în ucraineană Комарівка) este un sat în comuna Budkî din raionul Kremeneț, regiunea Ternopil, Ucraina.

## Demografie
Componența lingvistică a localității Komarivka
     Ucraineană (99,67%)
     Alte limbi (0,33%)
Conform recensământului din 2001, majoritatea populației localității Komarivka era vorbitoare de ucraineană (99,67%), existând în minoritate și vorbitori de alte limbi.